# Metropolia di Tula

Localizzazione dell'oblast' di Tula.

La metropolia di Tula (in russo Тульская митрополия?) è una delle province ecclesiastiche che costituiscono la Chiesa ortodossa russa.
Istituita dal Santo Sinodo il 27 dicembre 2011, comprende l'intera oblast' di Tula nel circondario federale centrale.
È costituita da 2 eparchie:
- Eparchia di Tula
- Eparchia di Belëv

Sede della metropolia è la città di Tula, il cui eparca ha il titolo di "Metropolita di Tula e Efremov".